# Michelle Wright (álbum)
Michelle Wright é o segundo álbum de estúdio da cantora de country music canadense Michelle Wright. O disco foi lançado em 17 de julho de 1990 pela Savannah Records. "New Kind of Love", um dos singles do disco, alcançou o primeiro lugar das paradas country Top 40 dos Estados Unidos.

## Faixas
Todas as canções foram escritas por Steve Bogard/Rick Giles exceto as indicadas.
1. "All You Really Wanna Do" - 3:16
2. "New Kind of Love" - 3:54
3. "Woman's Intuition" - 2:52
4. "Wide Open" (Charlie Black, Bogard) - 3:43
5. "Not Enough Love to Go 'Round" (Bogard, Bobby Fischer, Giles) - 3:52
6. "The Longest Night" - 3:21
7. "The Dust Ain't Settled Yet" (Craig Bickhardt, Brent Maher, Don Schlitz) - 3:18
8. "A Heartbeat Away" - 3:18
9. "Like a Hurricane" (Michael Clark) - 3:59
10. "As Far as Lonely Goes" (Matraca Berg, Janis Ian) - 3:14

## Ficha técnica
Como apresentadas no álbum
- Richard "Spadey" Brannon - baixo
- Paul Franklin - guitarra
- John Gardner - bateria
- Paul Hollowell - teclados
- Carl Marsh - Fairlight
- Brent Mason - guitarras
- Terry McMillan - percussão

Todos os vocais de apoio são de Rick Giles exceto "Like a Hurricane" - Rick Giles e Nancy T. Michaels.